# 김포시도서관
김포시 도서관은 경기도 김포시 소재의 도서관이다. 총 3개의 도서관을 운영하고 있다.

## 연혁
- 1997년 1월 8일 김포시립도서관 착공
- 1998년 8월 8일 김포시립도서관 준공
- 1998년 12월 29일 김포시립도서관 개관
- 2002년 2월 2일 경기도내 공공도서관 평가 우수상 수상
- 2002년 8월 20일 사업소로 조직개편
- 2006년 8월 1일 누리봄문고 개관
- 2007년 1월 23일 책샘터 개소
- 2007년 10월 25일 통진도서관 착공
- 2008년 7월 29일 평생학습센터로 조직개편
- 2009년 5월 5일 통진도서관 준공
- 2009년 7월 3일 김포시립도서관에서 중봉도서관으로 명칭변경
- 2009년 7월 20일 통진도서관 개관
- 2009년 12월 16일 고촌작은도서관 개관 (09.07.20. 임시개관, 09.12.16. 이전개관)
- 2009년 12월 21일 무인도서비치대 '책이랑' 운영
- 2011년 1월 20일 양곡도서관 착공
- 2011년 2월 4일 대곶작은도서관 개관
- 2012년 3월 16일 양곡도서관 준공
- 2012년 7월 3일 양곡도서관 개관
- 2013년 10월 28일 구래작은도서관 개관
- 2018년 3월 2일 고촌도서관 준공
- 2018년 3월 30일 고촌도서관 개관

## 양곡도서관
기본정보
- 주소: 경기도 김포시 양촌읍 양곡4로197번길 40
- 개관: 2012년 7월 3일

시설 안내
이용 시간
- 어린이자료실: 평일 09:00~20:00 / 주말 09:00~17:00
- 종합자료실: 평일 09:00~22:00 / 주말 09:00~17:00

휴관일
- 매월 첫째, 셋째 금요일
- 일요일을 제외한 법정 공휴일
- 임시 휴관일: 기타 관장이 필요하다고 인정되는 경우

## 고촌도서관
- 주소: 경기도 김포시 고촌읍 장차로 14 (우편번호: 10125)
- 전화번호: 031-980-2180
- 홈페이지: 이용안내, 공지사항, 자료검색
- 개관: 2018년 3월 30일

소장 도서
- 단행본: 총 49,000여권 (성인서 26,899 + 아동서 22,059)
- 특화자료(영어원서): 2,600여권
- 기타 연속간행물, 중앙 및 지방 일간지, 잡지, 비도서자료 등

특징
김포시립도서관 중 영어특성화 도서관으로 스마트영어도서관 운영
시설 안내
- 5층: 어린이 열람실, 유아열람실 스토리 텔링룸, 동화구연실
- 6층: 종합자료실, 디지털/미디어실
- 7층: 사무실, 세미나실(41석), 이용자 휴게실
- 지하 1층: 도서관 문서고, 주차장

이용대상
- 경기도민 모두 이용 가능, 6세 미만의 아동은 보호자 동반
- 자료 대출을 위해서는 책이음 회원증 필요
- 책이음 회원증 발급에는 본인 명의로 된 휴대전화 및 신분증 필요. 안내데스크로 문의(031-980-2180)

이용 시간
- 어린이자료실: 평일 09:00~18:00 / 주말 09:00~17:00
- 종합자료실: 평일 09:00~22:00 / 주말 09:00~17:00

휴관일
- 매주 금요일(정기휴관일)
- 일요일을 제외한 법정 공휴일
- 임시 휴관일: 기타 관장이 필요하다고 인정되는 경우

스마트영어도서관
- 위치: 고촌도서관 5층 어린이 자료실

- 이용대상: 김포 시민

- 이용시간:

```
- 평일: 09:00 ~ 18:00, 
- 토·일: 09:00~ 17:00
- ※ 매주 금요일, 법정 공휴일 등 도서관 휴관일은 운영 제외
```

- 이용방법

```
- 관내 이용: 자유 열람
- 자료 대출: 1인 20권 이내 (참고도서 제외)
- 스마트 영어도서관 운영PC 2대
```

- 소장자료: 영어원서 (2,600여권)

- 주요서비스

```
- 영어도서 관내열람 및 관외대출
- 
영어독서진단 (AR Reading)프로그램
```